# Morten Hansen Skov
Morten Hansen Skov (10 de enero de 1974) es un deportista danés que compitió en remo. Ganó tres medallas en el Campeonato Mundial de Remo entre los años 1996 y 2001.

## Palmarés internacional
| Campeonato Mundial | Campeonato Mundial       | Campeonato Mundial | Campeonato Mundial      |
| Año                | Lugar                    | Medalla            | Prueba                  |
| ------------------ | ------------------------ | ------------------ | ----------------------- |
| 1996               | Motherwell (Reino Unido) | Medalla de plata   | Ocho con timonel ligero |
| 2000               | Zagreb (Croacia)         | Medalla de bronce  | Dos sin timonel ligero  |
| 2001               | Lucerna (Suiza)          | Medalla de plata   | Ocho con timonel ligero |